# Alois Musil (Manager)
Alois Musil (* 14. Dezember 1913 in Wien; † 12. Jänner 1994) war ein österreichischer Manager und Fußballfunktionär.
Musil war von 1934 bis 1939 bei verschiedenen Unternehmen tätig. Er wurde dann zum Kriegsdienst eingezogen. Ab 1945 war er für die Austria Tabakwerke tätig, rückte 1956 in den Vorstand auf und war später Generaldirektor des Unternehmens.
Von 1980 bis 1984 war er Präsident des österreichischen Fußballbundesligisten FK Austria Wien.
Er starb im Alter von 80 Jahren und wurde am Strebersdorfer Friedhof beigesetzt.